# Ave Maria (Stravinskij)
L'Ave Maria (titolo originale Bogoroditse D'vo) è un mottetto per coro a cappella scritto da Igor' Fëdorovič Stravinskij nel 1934.

## Storia
Ancora adolescente Stravinskij aveva iniziato a criticare la Chiesa ortodossa e l'abbandonò ancor prima di terminare il ginnasio; parecchi anni dopo si riavvicinò alla sua religione spinto da una necessità interiore  e scrisse nel 1926 una composizione per coro senza accompagnamento, il Pater Noster. Qualche anno dopo, nel 1932, compose un altro breve lavoro, il Credo, infine nel 1934 l'Ave Maria. Questa trilogia era stata scritta da Stravinskij inizialmente in slavonico, la lingua con cui fin da bambino era abituato a pregare e che ascoltava durante le funzioni sacre. Secondo quanto afferma il compositore egli avrebbe scritto i tre mottetti perché era stanco di ascoltare pessime esecuzioni di musiche non proprio belle quando frequentava la Chiesa Russa di Nizza.
Stravinskij scrisse l'Ave Maria fra il 22 marzo e il 4 aprile 1934. Il testo originale da lui musicato termina ai versi "e benedetto il frutto del ventre tuo Gesù", come era in uso nella Chiesa ortodossa; con questa versione l'esecuzione dura infatti 1 minuto e 20 secondi, essendo la partitura costituita solo da 21 battute. Quando nel 1949 il compositore, poco dopo aver scritto la Messa secondo la liturgia romano-cattolica, decise di creare una versione in latino dei tre mottetti, all'Ave Maria aggiunse la parte finale, così come noi la conosciamo. La partitura divenne così costituita da 36 battute e la durata di esecuzione di 2 minuti.
La prima esecuzione del brano avvenne, unitamente agli altri due nella versione originale, con il titolo comune di Trois chants d'église, il 18 maggio 1934. L'occasione fu un concerto commemorativo alla Salle Gaveau di Parigi in ricordo del compositore americano Blair Fairchild, morto il 23 aprile 1933. Il coro fu diretto dallo stesso Stravinskij. L'Ave Maria fu pubblicata con il Pater Noster e il Credo nel 1934 dall'Édition Russe de Musique di Parigi con l'indicazione in russo "Dla tserkovnaho Obchoda" (per il servizio ecclesiastico). La versione in latino fu data alle stampe nel 1949 a New York da Boosey & Hawkes..

## Analisi
L'Ave Maria è stata scritta per un coro a cappella a quattro parti SATB, ovvero soprano, contralto, tenore, basso; la realizzazione non comprende alcun altro strumento per l'esecuzione in chiesa così come richiesto dalle direttive liturgiche ortodosse. Esiste una versione per pianoforte e coro che ha solo lo scopo di istruzione per le voci e che non viene mai suonata pubblicamente.
Il brano ha un'impostazione sillabica modulata anche in base al testo; la partitura si riallaccia all'esempio della musica corale della chiesa bizantina; l'andamento è tranquillo e l'armonia è estremamente semplice; nella versione latina il brano termina con un Amen cantato.